# Lenkoia karoli
Lenkoia karoli är en insektsart som beskrevs av Piza Jr. 1980. Lenkoia karoli ingår i släktet Lenkoia och familjen vårtbitare. Inga underarter finns listade i Catalogue of Life.